# Normanská teorie
Normanská teorie je obecně přijímaná teorie, že při vzniku raně středověké Kyjevské Rusi hráli klíčovou roli vikinští Varjagové (Rusové) původem především z Norska. Jako normanská teorie či hypotéza je označována především jejími odpůrci, zastánci antinormanské teorie. Především ruští a ukrajinští historici přisuzují vznik Kyjevské Rusi domácím východním Slovanům. Existují ale i další teorie, např. chazarská teorie o turkickém původu.

## Vznik a vývoj teorie
Po celé 19. a 20. století byla vedena vzrušená diskuse o platnosti tzv. normanské teorie, to znamená o podílu skandinávských Varjagů na vzniku kyjevské říše a o původu pojmu Rus. Tyto otázky se ukázaly být stěžejními problémy rané ruské historie. Na počátku této výměny názorů stála hypotéza o normanském původu Rurikovců, nejstarší v Rusku vládnoucí dynastie, kterou jako první vyslovil v 30. letech 18. století německý historik působící v nedávno založené Petrohradské akademii věd Gottlieb Siegfried Bayer ve spisku De Varagis. V bádání pokračoval další německý vědec žijící v Rusku Gerhard Friedrich Müller, který roku 1749 proslovil přednášku na téma Origines gentis et nominis Russorum. Tiskem byla tato práce vydána teprve roku 1772, jejímu zveřejnění bránil Lomonosov. Bayerovy a Müllerovy myšlenky rozvinul na přelomu 18. a 19. století August Ludwig von Schlözer a na základě důkladného studia Nestorovy Povesti vremennych let zformuloval ucelenou normanskou teorii. Zásadním dílem, kde byla tato teorie vyjádřena, byla jeho pětidílná (nedokončená) práce Nestor Russische Annalen (1802-1809). 
Z hlediska normanské teorie je zásadní úvodní část Povesti vremennych let, která se nazývá Vyprávění o pozvání knížat. Vypráví o příchodu Varjagů, kteří si podmanili Finy a Slovany a žádali od nich daně. Ti je dokázali zahnat, ale když si začali vládnout sami, začali mezi sebou vést spory, a proto se rozhodli najít si knížete, který by jim vládl. Přes moře se vydali k „Rusům, neb tak se nazývali ti Varazi Rusy, jakož se jiní nazývali Švédy a jiní Normany, Anglany, jiní Goty“. Rusům pak pravili: „Země naše jest veliká a oplývá vším, ale řádu v ní není, i pojďte panovat a nám vládnout“. Byli vybráni tři bratři, kteří se svými rody odešli ke Slovanům. Nejstarší byl Rurik a ten založil Starou Ladogu. Druhý Sineus se usadil v Běloozersku u Bílého jezera a třetí Truvor v Izborsku v jižním Estonsku. Mladší bratři brzy zemřeli, poté Rurik sjednotil podle Povesti zemi pod svou vládou a založil Novgorod.

## Odpor proti normanské teorii
V kontextu historických událostí (severní válka se Švédy, bironovština) byla otázka vlivu Normanů na vytváření původního ruského státu od samého počátku zpolitizována, neboť Rusové ji interpretovali jako vyzdvihování slovanské nedostatečnosti a zaostalosti. Názory normanistů se tak dotkly ruské národní hrdosti a vyvolaly prudký nesouhlas. Ruští badatelé, v jejichž čele stál Michail Vasiljevič Lomonosov, který sám historikem nebyl, odmítli připustit jakýkoliv vliv cizího elementu na proces geneze ruské státnosti a zdůrazňovali ryze slovanský ráz kyjevské říše. Popřít účast Varjagů na zformování státu nešlo, proto se hledal původ Varjagů mezi západními Slovany, ale někdy i mezi Góty nebo Chazary.
Na přelomu 19. a 20. století začala být normanská teorie všeobecně přijímána, a to i ruskými historiky (uznával ji například významný badatel Vasilij Osipovič Ključevskij) a ranou sovětskou historiografií. Po nástupu stalinismu však začala být znovu jakákoliv úloha Normanů v dějinách východních Slovanů popírána a v 50. letech 20. století byla zpochybněna také historická autenticita zakladatelů rurikovské dynastie. Pokroucený obraz minulosti, který byl tehdy pod vlivem politické propagandy vytvořen, líčí v rozporu s historickou realitou, jak urputně bojovali východní Slované proti cizí nadvládě, a jak se k boji proti Germánům vytvořil na ruském severu mohutný slovansko-finský kmenový svaz.
Postupně přestala být problematika vikinského vlivu problémem jen historickým a začala se řešit i v rovině filologické, archeologické a antropologické. Přes všechny výhrady nelze než konstatovat, že tvůrci normanské teorie vykonali mnoho pro profesionalizaci ruského dějepisectví a ocenění původních ruských pramenů.

## Archeologie
Od 60. let 20. století intenzivní archeologický výzkum dokázal objasnit některé aspekty přítomnosti Seveřanů v ruských oblastech. Hlavní evidence pochází především z pohřebišť 10. a 11. století. Určitý problém představuje mnohotvárnost normanského ritu a ve skutečnosti, že jak Slované, tak Skandinávci v té době své mrtvé spalovali. V obecné rovině došlo ke shodě, že normanské jsou pohřby v lodích nebo pohřby s koněm a dále pravděpodobně hroby s typicky skandinávskými ženskými ozdobami šatů. Tyto nálezy se vyskytují v kurhanech horního Podněpří, kde se do té doby předpokládala pouze sídla Slovanů, kteří se sem, jak bylo nyní zjištěno, dostali až v 11. století. Pohřby koní se nacházejí i v novgorodských mohylách ve starších horizontech, nejmladší je podle hrobových výbav čistě slovanský. Další vikinské nálezy pocházejí z gnězdovských mohyl a dále bohatých mohyl v okolí Jaroslavli, kde byly v hrobech uložené celé vikinské rodiny.
Ve výzkumu sídlišť hraje důležitou úlohu archeologický výzkum Staré Ladogy, nejstarší skandinávské osady ve východní Evropě, pocházející z poloviny 8. století. Nejstarší horizont sídliště nese určité prvky baltské kultury (hlavně ženské ozdoby) a také v blízkých mohylách se našly pohřby v lodích.

## Etymologie
Důležitou roli v argumentech normanistů i jejich odpůrců má etymologický výklad slova Rus. Existuje několik hypotéz:
- Zastánci normanské teorie tvrdí, že slovo Rus pochází z finského pojmenování švédských kmenů Ruotsi, které dnes označuje Švédsko.
- Podle nejnovějších poznatků německého historika Dittmara Schorkowitze patřilo toto finské pojmenování severskému obyvatelstvu, které přicházelo do východní Evropy s úmyslem kolonizovat zdejší nepříliš hustě osídlené kraje Na rozdíl od Varjagů, elitních oddílů ozbrojených dálkových kupců, byli tito skandinávští Rusové, kteří se usadili jižně od Finského zálivu, brzy asimilováni slovanským a zčásti i finským etnikem. Etnonymum Rus se však zachovalo a později se stalo pojmenováním pro území, na kterém vládli Rurikovci, i jeho slovanského obyvatelstva.
- Etnonymem „Rhós“ označují byzantské prameny varjažské oddíly, které se roku 860 objevily před Konstantinopolí. Stejný výraz obsahují "Letopisy Bertinské" (Annales Bertiniani), které referují o byzantském poselstvu císaře Theofila, jež navštívilo roku 839 císaře Ludvíka I. Zbožného v Ingelheimu. Jeho členem byli též příslušníci tohoto etnika a referovali o vládnoucím kaganovi Rhósů, jehož panství však blíže nelokalizovali.
- Polský historik H. Lowmianski vychází z neznámého autora nazývaného Pseudo-Zacharias Retor, který žil v polovině 6. století v Sýrii. Jeho dílo obsahuje výčet národů v blízkosti Kavkazu a je zde zmiňováno i kočovné etnikum „hrws“ ze severního Černomoří. Mohlo jít o lid íránského původu, snad smíšený se skupinami Gótů, později slavizovaný.
- Lowmianskiho závěr koresponduje s etymologií navrženou Georgim Vernadskim, který upozornil, že sarmato-alanský národ Roxolanů ("Světlých Alanů") íránského původu je v kronice Getica od ostrogótského historika Jordanese ze 6. století (stejná doba jako Pseudo-Zacharias Retor) nazván Rosomony ("Lidmi Rusi") v pasáži o jejich podmanění Ostrogóty krále Ermanaricha.[1][2] Následně byli podmanění Huny, kteří žili v kaganátu,[1] což vysvětluje kagana Rhósů z Letopisů Bertinských. Tvar Rhós je tedy etymologicky doložitelný přepis tvaru Rhóx ze sarmato-alanského Rox (Rux) ve jménu Roxolanů (Rhóxolanů) a ekvivalent syrského Hrós či Hrus (hrws) z Pseudo-Zachariášových "Církevních Dějin".
- Sovětský historik B. A. Rybakov, specialista na rané ruské dějiny, dokazuje ve své stěžejní práci Kijevskaja Rus´ i russkije kňažestva XII-XIII vv. z roku 1982 na základě textu Nestorovy kroniky, že Rus je pouze jiné označení pro východoslovanské etnikum Poljany, které žilo v okolí Kyjeva (Rybakov je považuje za kmenový „supersvaz“).

Zajímavý je i původ slova Varjag. Jedná se o slovanskou podobu skandinávského vaering (tj. člen družiny svázaný s ní přísahou). Byzantská podoba označení Varjagové je Varangoi.
Nepopiratelný je původ některých jmen členů rurikovské dynastie na severu: Helge – Oleg, Ynvar – Igor, Valdemar – Vladimír.
Současní ruští antinormanisté uznávají podíl Rusů a Varjagů na vzniku kyjevského státu. Tvrdí však, že šlo o Slovany pocházející z jihovýchodního pobřeží Baltského moře. Odsud měl jejich představitel Rurik přijít na ruský sever.
Zajímavý je i fakt, že na rozdíl např. od Anglie, kde ke kolonizaci Vikingy došlo, zde nejsou známa skandinávská toponyma, ale např. všechny dněperské prahy mají skandinávská jména. To by svědčilo pro skandinávské osídlení pouze obchodně-řemeslnického charakteru.

## Písemné prameny
- Povesť vremennych let – letopisný svod, jehož původní verzi měl vytvořit mnich Nestor – hlavní zdroj poznání normanistů – dnes je považována pro dobu vzniku staroruského státu za nespolehlivý pramen,[zdroj⁠?!] neboť byla sepsána až počátkem 12. století.
- řecký Život sv. Gregorie Amastridského (vznikl před 842) mluví o Rusích už před rokem 862
- arabští zpravodajové (Ibn Fadlán, Istachri, Chankal, Ibn Rosteh)
- Annales Bertiani

## Některé dnes obecně uznávané závěry
Dnes se má zato, že přítomnost Seveřanů v ruských oblastech je nepopiratelná. První členové rurikovského rodu a jejich družiníci byli nepochybně švédského původu, ale během 11. století se ve slovanském prostředí asimilovali. Rurik vládl severním oblastem Rusi, jeho nástupce (příbuzný nebo družiník) Oleg spojil dvě nejdůležitější centra Novgorod a Kyjev do jednoho celku, a položil tak základy ranému ruskému státu, Kyjevské Rusi. Oleg údajně vládl za Rurikova nedospělého syna Igora. Příbuzenský poměr mezi Rurikem a Igorem však nelze dokázat. Někteří historikové[kdo?] se proto domnívají, že Igor mohl být zakladatelem nové, svým původem slovanské dynastie, jíž byl dodatečně připsán rurikovský původ. Tomu však odporuje jeho jméno, jehož základ je germánský. V úvahu je však třeba vzít také skutečnost, že Varjagové přicházeli do východní Evropy bez žen. Pokud se zde usadili, jistě uzavírali manželství se slovanskými ženami. Již Igorův syn měl slovanské jméno Svjatoslav. Na konci 11. století a ve 12. století nejsou o přítomnosti Skandinávců v archeologických dokladech stopy.